# Кальварраса-де-Арріба
Кальварраса-де-Арріба (ісп. Calvarrasa de Arriba) — муніципалітет в Іспанії, у складі автономної спільноти Кастилія-і-Леон, у провінції Саламанка. Населення — 647 осіб (2010).
Муніципалітет розташований на відстані близько 170 км на захід від Мадрида, 10 км на південний схід від Саламанки.

## Демографія
Динаміка населення (INE ):

## Зовнішні посилання
- Провінційна рада Саламанки: індекс муніципалітетів [Архівовано 23 квітня 2009 у Wayback Machine.]
- Посилання на Google Maps